# KVS Sarrelouis
 (octobre 2019).
Si vous disposez d'ouvrages ou d'articles de référence ou si vous connaissez des sites web de qualité traitant du thème abordé ici, merci de compléter l'article en donnant les références utiles à sa vérifiabilité et en les liant à la section « Notes et références ».
La Kreisverkehrsbetriebe Saarlouis GmbH (KVS GmbH) est une entreprise de transport public local (ÖPNV) basée dans la ville de Sarrelouis.

## Histoire
KVS a été fondée en 1913 sous la forme d'une société anonyme et était active en tant qu'entreprise de production d'électricité et en tant qu'exploitant de tramways et de véhicules légers sur rail dans l'arrondissement de Sarrelouis, la ville de Sarrelouis reprenant la voie étroite. En 1928, des lignes d'autobus avec alimentation électrique (trolleybus) ont été établies. En 1925, le réseau atteint sa longueur maximale de 75 km avec la mise en service de la ligne 9 à Creutzwald (France). En 1947, le réseau était presque entièrement reconstruit (73,5 km) après avoir été détruit pendant la guerre. Entre 1953 et 1963, le réseau de tramways a été converti en omnibus, les bus des constructeurs français étant remplacés par des bus allemands à partir de 1960. En 1972, l'actuel dépôt situé le long de la rue Am Kleinbahnhof (ancienne gare de marchandises) a été mis en service, en même temps que les premiers autobus réguliers standard étaient achetés.
En 1993, les premiers autobus à plancher surbaissé ont été achetés et un système d'information sur les horaires a été mis en place, qui a également été proposé sur la page d'accueil depuis 1996. Depuis 1994, il est possible d'influencer les feux de signalisation des bus KVS dans la zone urbaine de Sarrelouis. Depuis 1997, tous les autobus KVS nouvellement achetés sont équipés de rampes rabattables à la deuxième porte pour un accès sans obstacle.
KVG a été fondée en 1997 en tant que filiale de KVS AG. Fin 2001, les services opérationnels de Kreis-Verkehrsbetriebe Saarlouis AG ont été transférés à KVS GmbH, qui est depuis lors responsable des opérations. KVS AG est toujours propriétaire des biens immobiliers et copropriétaire de KVS GmbH. En 2005, KVS GmbH est devenue membre fondateur de l'Association des transports de la Sarre (saarVV). L'année suivante, des numéros de ligne uniques ont été introduits dans toute la Sarre, avec les numéros commençant par 400 numéros sont prévus pour l'arrondissement de Sarrelouis. Certains des anciens numéros de lignes de tramway y sont encore visibles.
Depuis 2007, KVS achète régulièrement des autobus à entrée basse, depuis 2008 selon la norme Euro 5 et depuis 2014 selon la norme Euro 6.
Les bus Solaris et Scania ont été mis en service en 2010 pour la première fois après plus de 180 Mercedes-KOMs.
Le 100e anniversaire a été célébré par une cérémonie le 19 avril 2013 et une fête du personnel le 20 avril 2013.

## Réseau
L'offre de transport couvre  l'arrondissement de Sarrelouis. En outre, des lignes individuelles desservent Düppenweiler dans l'arrondissement de Merzig-Wadern, Völklingen dans la Communauté régionale de Sarrebruck et l'arrondissement de Saint-Wendel. 
KVS est membre de l'Association des transports de la Sarre (SaarVV).